# Múscul elevador de la parpella superior
El múscul elevador de la parpella superior (musculus levator palpebrae superioris) és un múscul voluntari que està situat a l'interior de l'òrbita de l'ull i compleix la funció d'elevar la parpella superior, com indica el seu nom.
S'insereix en la part superior o sostre de l'òrbita, des d'on es dirigeix cap a davant, per acabar en la pell de la parpella superior. Quan es contreu produeix l'elevació d'aquest parpella. Aquesta acció és contrarestada pel múscul orbicular de les parpelles. Està innervat per la branca superior del nervi oculomotor.